# Pendleton (Indiana)
Pendleton – miasto w Stanach Zjednoczonych, w stanie Indiana, w hrabstwie Madison.